# Lupçi i epërm
Lupçi i epërm ( en albanés) o Gornje Ljupče (en serbio; Горње Љупче) es un poblado localizado en el municipio de Podujevo, Distrito de Pristina, Kosovo.

## Geografía
Lupçi i epërm está localizada en el desfiladero del Río Kačandol (afluente principal del río Lab). El poblado tiene una posición geográfica hacía cuatro centros municipales en el noreste Kosovo: Podujevo (10 km / 6 mi. ENE), Vučitrn (11 km 7 mi. OSO), Kosovska Mitrovica (19 km / 12 mi. O), Pristina (21 km / 13 mi. SSE).
Lupçi i epërm colinda con 3 otros pueblos: Popovo (Kështjellas) al norte, Majac al sur, y Zogaj-Zagorje (municipio de Vushtrri) al suroeste. Algunos barrios cercanos a este son: Buzolli, Dushi, Menxhiqi y Grabovci.[cita requerida]

## Insurgencia de la NDSH 1945-1947
Después de la SGM, el área fue escenario de peleas entre el Ejército Nacional Democrático Albanés, ala militar del Movimiento Democrático Nacional Albanés (NDSH) y unidades especiales del Ejército Yugoslavo, la pelea duró desde el 1 de febrero de 1947. En la batalla final, trece nacionalistas guerrilleros mandados por Shaban Bunjaku pelearon hasta la muerte. Soldados yugoslavos continuaron con atrocidades entre la población local y ejecutaron a 5 personas del pueblo, acusados de proporcionar ayuda y refugio a los combatientes nacionalistas.
El 19 de junio de 2005, se descubrió un cementerio masivo con restos de combatientes, en el que además trece combatientes fueron asesinados en el área, también se encontraron restos de otros combatientes, entre ellos Ukshin Kovaçica

## La Guerra de Kosovo
Durante la Guerra de Kosovo, la ciudad estuvo firmemente controlada por una unidad de Defensa Territorial bajo coordinación del Ejército de Liberación de Kosovo.
Durante el tiempo del conflicto, numerosos civiles estuvieron buscando refugio en el lugar. Se reportó que la ACNUR arreglo la entrega de comida y mantas para los Desplazados Internos desperdigados por Gornje Ljupče. Ya que estaban en el centro de la zona del Río Kaçanol, que estuvo bajo el control completo del ELK, era una zona relativamente segura en un zona de distancia de 7 km (excepto durante mayo de 1999) del frente Donje Ljupče entre el ELK y Fuerzas Serbias. El 15 de mayo de 1999, durante la campaña aérea de la OTAN en objetivos de la RF de Yugoslavia, aviones de la OTAN aterrizaron cuatro misiles contra fuerzas Yugoslavas alrededor del pueblo.
Acorde con fuentes Serbias, área que también incluyó pueblos cercanos, fue escena de alrededor de tres mil fuerzas armadas locales sin el uniforme.